# In a Summer Garden
In a Summer Garden est une fantaisie pour orchestre composée en 1908 par Frederick Delius. Elle a été créée à Londres sous la baguette du compositeur le 11 novembre 1908.
L’instrumentation se compose de :
- Bois : 3 flûtes, 2 hautbois, 1 cors anglais, 2 clarinettes Sib, 1 clarinette basse, 3 Bassons
- Cuivre : 4 cors, 2 trompettes en Do, 3 trombones, 1 tuba
- Percussion : timbales, glockenspiel, triangle
- Cordes pincées : une ou plusieurs harpe
- Cordes frottées : violon 1, violon 2, violoncelle, contrebasse

L'œuvre est construite autour de plusieurs thèmes distincts. Le premier est joué par les vents et les cordes, le deuxième est exposé par le cor anglais, et le troisième est écrit pour violons alto opposés aux vents et aux autres cordes. Le morceau s'achève sur un nouveau thème, d'abord par les violons puis répétés par les vents.
La partition publiée de la fantaisie porte deux citations qui fournissent quelques indices sur son contenu émotionnel. Le premier est une strophe de Dante Gabriel Rossetti : 
All are my blooms; and all sweet blooms of love. (Ce sont toutes sont mes fleurs ; les douces fleurs de l'amour)
To thee I gave while Spring and Summer sang. (Qu'à toi j'ai données alors que le Printemps et l'Été chantaient.)

L'origine de la seconde citation est inconnue. Elle dit : 

« Roses, lilies, and a thousand scented flowers.  Bright butterflies, flitting from petal to petal.  Beneath the shade of ancient trees, a quiet river with water lilies.  In a boat, almost hidden, two people.  A thrush is singing in the distance.
 
(Des roses, des lys, et cent fleurs parfumées. Des papillons éclatants, voletant de pétale en pétale. Sous l'ombre d'arbres vénérables, une paisible rivière couverte de nénufars. Sur un bateau, presque cachées, deux personnes. Une grive chante dans le lointain.) »

Philip Heseltine en a tiré une transcription pour piano en 1921, seulement publiée en 1982.